# Louis Agassiz Fuertes
Louis Agassiz Fuertes (Ithaca, Nova York, 7 de febrer de 1874 – Unadilla, Nova York, 22 d'agost de 1927) fou un ornitòleg, il·lustrador i artista estatunidenc. Va establir nous estàndards per l'art ornitològic i és considerat un dels il·lustradors d'ocells estatunidenc més prolífics després de John James Audubon. Va fer milers de pintures i esbossos d'ocells, basats en estudis de natura i detalls sobre animals vius, que il·lustren una gamma de treballs ornitològics. Fuertes va morir en un accident de cotxe a prop de Nova York, poc després de tornar d'una expedició a Abissínia. El seu nom està commemorat en dues espècies. Una d'elles, descrita per Frank Chapman com Icterus fuertesi encara avui considerada una subespècie de l'oriol espuri. L'altra és l'Hapalopsittaca fuertesi, que va ser redescoberta l'any 2002 després de 91 anys de presumpta extinció. Va influir diversos altres artistes d'animals salvatges després d'ell, a més de fer de mentor de George Miksch Sutton. La Wilson Ornithological Society va instaurar un premi en la seva memòria el 1947.

## Obres seleccionades

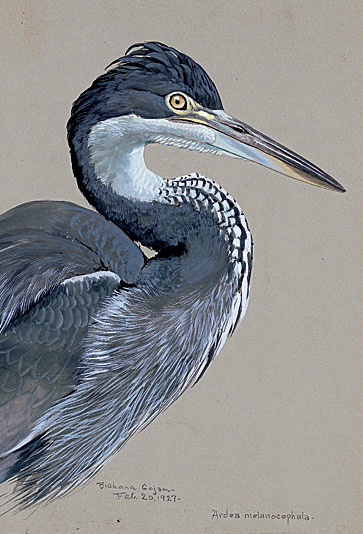
Black-headed Heron, aquarel·la (1927)

Els primers encàrrecs de Fuertes incloïen 25 grans panells decoratius per a F. F. Brewster de New Haven (Connecticut). Aquests van ser seguits per alguns murals per a l'Hotel Flamingo, de Miami (Florida) i algunes pintures per a la 
New York Zoological Society. Aquestes foren seguides per alguns murals per al Flamingo Hotel de Miami, Florida, i algunes pintures per al New York Zoological Society. Més tard fou molt sol·licitat per a il·lustrar llibres, diaris i revistes. Les seves il·lustracions són considerades les més exactes i naturals d'ocells gràcies a la seva capacitat per capturar els animals durant una acció i reproduir-los de manera el més fidel possible. A part d'il·lustracions, també escrigué articles sobre falconeria per al National Geographic i alguns altres sobre gossos. La portada del diari publicat per l'American Ornithologists' Union fou dissenyada per Fuertes. Alguns dels seus llibres que ell il·lustrà inclouen:
- A-Birding on a Bronco, by Florence A. Merriam, 1896
- Citizen Bird by Mabel Osgood Wright and Elliot Coues. Macmillan Company, 1896
- Song Birds and Water Fowl, by H E Parkhurst, 1897
- Bird Craft, by M. Osgood Wright, 1897
- The Woodpeckers, by F H Eckstorm, 1901 (scanned)
- Second Book of Birds, by Olive Thorne Miller (pseudonym of Mrs. Harriet Mann Miller), 1901
- Birds of the Rockies, by Leander S. Keyser 1902
- Handbook of Birds of Western North America, by Frank Chapman, 1902
- Apland Game Birds, by Edwyn Sandys and T S van Dyke, 1902
- Key to North American Birds by Elliot Coues, 1903
- Handbook of Birds of Eastern North America, by Frank M. Chapman, 1904
- Birds of New York by Elon Howard Eaton, 1910
- Wild Animals of North America by Edward W. Nelson, 1918 9
- Birds of Massachusetts and Other New England States by Edward Howe Forbush, 1925
- Artist and Naturalist in Ethiopia by Wilfred Hudson Osgood. Garden City: Doubleday, Doran and Co., 1936
- The Bird Life of Texas by Harry Church Oberholser. University of Texas Press, 1974

## Altres fonts
- Boynton, Mary Fuertes (Ed.) 1956. Louis Agassiz Fuertes: his life briefly told and his correspondence. Oxford University Press.
- Norelli, Martina R. American Wildlife Painting (Fuertes, Audubon, Heade, Wilson, Thayer, Catesby) Watson-Guptill Publications, 1975. ISBN 0-8230-0217-9